# Dénes Dibusz
Dénes Dibusz (Pécs, 16 de novembro de 1990) é um futebolista húngaro que atua como goleiro. Atualmente defende o Ferencváros.

## Carreira
Dénes Dibusz fez parte do elenco da Seleção Húngara de Futebol da Eurocopa de 2016.